# Ajbak
Ajbak, arab. أيبك (pełne imię: al-Malik al-Mu’izz Izz ad-Din Ajbak al-Turkmani as-Salihi, zm. 11 kwietnia 1257) – drugi sułtan z dynastii Mameluków, panujący od 31 lipca 1250 aż do śmierci.
Ajbak był jednym z najdłużej służących i najbardziej zaufanych mameluków sułtana As-Saliha Ajjuba (1238–1249). Pozostał on wierny As-Salihowi także w okresie jego uwięzienia w Al-Karaku, by potem wraz z nim przybyć do Egiptu w roku 1239. W Egipcie As-Salih nadał mu rangę emira i ustanowił go swoim oficjalnym „próbowaczem” (kaszingir) jedzenia, by zademonstrować swoje zaufanie do niego. Ajbak wraz z innymi mamelukami z elitarnego regimentu Bahrytów wziął udział w spisku przeciwko władzy syna i następcy As-Saliha, Al-Mu’azzama Turan Szaha (1249 – 1250). Po jego zamordowaniu 2 maja 1250 Bahryci zdecydowali, że tron obejmie wdowa po As-Salihu, Szadżar ad-Durr (1250), która już wcześniej zajmowała się sprawami państwa pod nieobecność swojego męża i w okresie tuż po jego śmierci. Jako kobieta Szadżar ad-Durr nie mogła jednak sprawować funkcji naczelnego dowódcy (atabak al-asakir), zwyczajowo związanej z sułtanatem, stąd rozpoczęto poszukiwania mężczyzny do pełnienia tej roli. Po tym jak dwóch wysokich dostojników z dawnego otoczenia As-Saliha odmówiło (prawdopodobnie dlatego, gdyż obawiali się, że nie będą w stanie kontrolować Bahrytów) wybór padł na Ajbaka, „średniej rangi oficera” i „człowieka, który jak dotąd nie wsławił się żadnymi wielkimi osiągnięciami, wybranego być może dlatego, że wydawał się wystarczająco słaby by być rządzonym przez swoich towarzyszy”.
Przysięga wierności miała być składana wspólnie Szadżar ad-Durr i Ajbakowi. Jednocześnie wdowa po sułtanie poślubiła Ajbaka, by, słowami jednego z komentatorów, uczynić go godnym jego nowej i znamienitej roli. Szadżar ad-Durr miała jednak nigdy nie dopuścić Ajbaka do siebie. W lipcu 1250 roku kurdyjski regiment Al-Kajmarijja poddał Damaszek bez walki najpotężniejszemu z nadal panujących w Syrii Ajjubidów, rządzącemu w Aleppo An-Nasirowi Jusufowi (1236–1260). W sytuacji zagrożenia przez ajjubidzkich legitymistów, skupionych wokół An-Nasira, mamelucy uznali że nie mogą dłużej pozwalać kobiecie na dzierżenie najwyższej władzy i 31 lipca 1250 roku Ajbak został ogłoszony sułtanem. Jednak już po czterech dniach abdykował, gdyż potężna frakcja Bahrytów dowodzona przez emirów Aktaja i Bajbarsa (1260–1277) doprowadziła do nominalnej restauracji dynastii Ajjubidów w osobie dziesięcioletniego prawnuka Al-Kamila (1218–1238), Al-Aszrafa Musy (1250–1254). „Formalnie Ajbak sprawował urząd atabega, lecz faktycznie rządził całym Egiptem, a nim rządziła Szadżar ad-Durr”.
W sytuacji jedynie nominalnych rządów małoletniego sułtana walka o faktyczną władzę toczyła się pomiędzy frakcjami mameluków Ajbaka i Aktaja. Jednocześnie intronizacja Al-Aszrafa Musy nie doprowadziła do przejednania syryjskich Ajjubidów i w sytuacji zagrożenia ich najazdem stronnictwa mameluków odłożyły swoje spory na później. W dniu 3 lutego 1251 roku Ajbak pokonał armię An-Nasira Jusufa pod Kurą, w pobliżu Delty Nilu, odpierając tym samym atak najeźdźców. Niedługo później kalif uznał faktyczną władzę mameluków nad Egiptem i był to koniec walki Ajjubidów o przywrócenie swojego panowania w tym kraju. Pokój pomiędzy dwiema stronami został jednak zawarty dopiero w kwietniu 1253, w wyniku mediacji kalifa Al-Mustasima (1242–1258), który dążył do pojednania zwaśnionych muzułmanów w obliczu inwazji Mongołów. Zgodnie z jego warunkami Ajbak scedował na rzecz An-Nasira wybrzeże Palestyny od Gazy do Nablusu, przy czym tereny te miały być przez Ajjubidę oddane we władanie ikta Bahrytom, którzy w międzyczasie przeszli na jego stronę, co miało osłabić ich motywację do walki o obalenie władzy Ajbaka w Egipcie. Jednocześnie Ajbak uznał władzę An-Nasira nad Syrią. Pomimo tych koncesji to mamelucy uzyskali najwięcej w wyniku tego traktatu, to jest milczące uznanie swojej władzy zarówno przez An-Nasira, jak i kalifa.
Gdy zniknęło zagrożenie ze strony Ajjubidów, rywalizacja pomiędzy frakcjami mameluków wybuchła z nową siłą. Ajbak opierał się na nowo utworzonym przez siebie regimencie Al-Mu’izzijja, oraz regimentach Salihijja (dawnych mamelukach As-Saliha, którzy nie należeli do Bahrytów) i Azizijja (mamelukach, którzy opuścili An-Nasira podczas bitwy pod Kurą). Tymczasem narastało napięcie pomiędzy Ajbakiem, a starymi regimentami Bahrijja i Dżamdarijja, wśród których dominujące wpływy posiadał Aktaj. W walce z nim Ajbaka wspierała także Szadżar ad-Durr. Ajbakowi udało się osłabić pozycję Bahrytów, doprowadzając do mianowania oficera Al-Mu’izzijja, Kutuza (1259–1260), na kluczowe stanowisko wicekróla Egiptu (na’ib as-saltana bi-Misr). Niedługo potem Aktaj osiągnął jednak znaczący polityczny sukces przez poślubienie ajjubidzkiej księżniczki z Hamy, co zdawało się pozwalać mu na wysuwanie pretensji do tronu. I rzeczywiście przybrał on tytuł królewski (al-Malik) po czym zażądał, aby jego żona, jako córka Ajjubidów, miała swoją rezydencję w kairskiej cytadeli, od czasów Saladyna będącej stałą siedzibą władców Egiptu. W reakcji na te wydarzenia Ajbak uknuł plan zgładzenia Aktaja i 18 września 1254 roku został on zamordowany przez Kutuza i dwóch innych spiskowców. Wielu Bahrytów, na czele z Bajbarsem, uciekło teraz do Syrii i wstąpiło na służbę An-Nasira, podżegając go do inwazji Egiptu. Zagrożeni przez Ajbaka poczuli się teraz także mamelucy z regimentu Azizijja, którzy uknuli spisek na jego życie i sekretnie porozumieli się z An-Nasirem co do objęcia przez niego władzy w Egipcie po zamordowaniu ich dotychczasowego pana. Ajbak jednak wykrył spisek i w rezultacie większość Azizijja uciekła pod panowanie An-Nasira. Wybuch nowego konfliktu pomiędzy Ajbakiem a An-Nasirem ponownie zażegnała mediacja kalifa i gdzieś w roku 1255 lub na początku roku 1256 dwoje władców zawarło nowy traktat, oddający w ręce An-Nasira resztę Palestyny znajdującą się dotąd w rękach Ajbaka, lecz zobowiązujący go do odprawienia znajdujących się w jego służbie Bahrytów. W tej sytuacji ci ostatni zaoferowali swoje usługi innemu Ajjubidzie – panującemu na terenie Zajordania Al-Mughisowi Umarowi (1250–1263).
Po zamordowaniu Aktaja – lub być może wcześniej – Ajbak złożył z tronu Al-Aszrafa Musę, którego wygnał do Cesarstwa Nicejskiego, i sam objął sułtanat. Po tym jak pokonał swoich dawnych towarzyszy z korpusu mameluków do zdobycia pełni władzy Ajbakowi potrzebne było już tylko uwolnienie się od Szadżar ad-Durr, która przez cały ten czas kontrolowała skarb i nie dopuszczała swojego małżonka do spraw stricte państwowych, pozostawiając mu dowodzenie armią. Ajbak postanowił pójść drogą wyznaczoną przez Aktaja i zaaranżował swoje małżeństwo z córką władcy Mosulu Badr ad-Din Lulu (1232–1259). Kiedy Szadżar ad-Durr dowiedziała się o jego zamiarze zorganizowała zamach na jego życie i Ajbak zginął zamordowany w trakcie kąpieli w swoim pałacu 11 kwietnia 1257 roku. Dwa tygodnie później Szadżar ad-Durr została zamordowana przez byłą żonę Ajbaka, wspieraną przez jego mameluków Al-Mu’izzijja. W chwili śmierci Ajbaka Al-Mu’izzijja byli najpotężniejszym regimentem mameluków i to z nich wywodził się jego rzeczywisty następca, Kutuz. Jednak zanim oficjalnie objął on władzę, najpierw nominalnym sułtanem został piętnastoletni syn Ajbaka, Al-Mansur Ali (1257–1259). „Z powodu swoich burzliwych rządów Ajbak nie zdołał położyć podwalin pod nowe instytucje Mameluków, które zostały ustanowione później podczas panowania Bajbarsa (1260–1277). Jednakże głównym osiągnięciem Ajbaka była konsolidacja reżimu Mameluków w Egipcie i doprowadzenie do jego de facto uznania przez współczesny świat muzułmański”.